# TVG2
TVG2 (previamente conocida como G2) es un canal de televisión en abierto español, la segunda cadena de televisión de la Corporación Radio y Televisión de Galicia (CRTVG).

## Historia
El canal emite en TDT las 24 horas del día desde que el 14 de septiembre de 2009 se presentara la nueva parrilla de programación, en la que la TVG2, por primera vez, era un canal con programación completa.
Anteriormente, su señal emitió Galicia TV América a través de la TDT desde 2005, ocupando una de las dos señales que desde marzo de 2002 emitían la señal de Televisión de Galicia.
En un primer momento, TVG 2 iba a empezar a emitir el 24 de julio de 2005, fecha que se retrasó hasta 2006 y 2008. En 2007, se llegó incluso a proyectar un tercer canal de TVG dedicado exclusivamente a la información, que no se materializó.
Desde finales de 2006, y hasta la puesta en marcha del segundo canal, la señal de TDT, Galicia TV, comienza a diferenciar su emisión respecto a Galicia TV América, aunque solo los sábados y domingos, cuando su programación se nutría de competiciones deportivas.
Desde el 27 de marzo de 2019 emite también en alta definición.

## Programación
Su programación se centra de lunes a viernes en los espacios infantiles y juveniles, los espacios culturales y documentales y la redifusión de los informativos del primer canal. Los fines de semana, aparte de la programación infantil, cultural y redifusiones, se centra en el terreno deportivo, destacando las retransmisiones de partidos de fútbol de los equipos gallegos de Primera Federación y Segunda Federación.